# Sérénade Chafik
Sérénade Chafik (* 1965 in Kairo) ist eine ägyptische Aktivistin für Menschenrechte mit französischer Staatsangehörigkeit. Sie wurde bekannt durch ihren Kampf, ihre Tochter aus Ägypten einwandern zu lassen, um sie vor einer drohenden Genitalverstümmelung („Beschneidung“) zu retten.

## Biografie
Chafiks Vater ist ein Regisseur und ihre Mutter eine linke Aktivistin. Sie studierte in Paris, Kairo und Moskau. Zweimal war sie verheiratet, ließ sich wieder scheiden und musste gemäß der islamischen Schari'a ihr Kind bei ihrem geschiedenen Mann lassen.
1999 sprach ein Gerichtsurteil Sérénade Chafik das Recht zu, ihre Tochter während der Dauer der ägyptischen Schulferien (drei Monate) in Frankreich beherbergen zu dürfen. Ein bilaterales Abkommen zwischen Frankreich und Ägypten regelt diese Möglichkeit, doch die ägyptische Justiz weigerte sich bislang, diese Regelung auch anzuwenden. 2002 verurteilte ein französisches Gericht den Vater in Abwesenheit zu zwei Jahren Haft, da er die Tochter nicht ausreisen ließ. Im Frühjahr 2003 trat Chafik für 29 Tage in den Hungerstreik, um die französische Regierung zu veranlassen, ihre Tochter Laïla von den ägyptischen Behörden freizubekommen. Zwar hat die ägyptische Regierung die Genitalverstümmelung seit 1997 verboten, doch wird diese Regelung weiterhin und mehrheitlich von der Bevölkerung ignoriert.
Sérénade Chafik lebt heute in Frankreich, hat dort drei Söhne – neben ihrer Tochter Laïla in Ägypten – und ist in der Erwachsenenbildung tätig.